# OTH
Pour le type de radar Over-the-horizon, voir radar trans-horizon.
 (novembre 2013).
Si vous disposez d'ouvrages ou d'articles de référence ou si vous connaissez des sites web de qualité traitant du thème abordé ici, merci de compléter l'article en donnant les références utiles à sa vérifiabilité et en les liant à la section « Notes et références ».
OTH est un groupe de rock français, originaire de Montpellier, dans l'Hérault (Occitanie). Il est actif entre 1978 et 1991.

## Biographie
Le groupe est formé en janvier 1978 sous le nom d'OTH, initial de l'expression britannique « On Tenter-Hooks », signifiant  " être sur des charbons ardents". Ils font leurs premières apparitions sur les scènes de la région de Montpellier, puis d'Allemagne et d'Espagne. À cette occasion, ils enregistrent en 1981 une cassette tirée à 200 exemplaires, Classé X.
Ils font la une de France-Soir en organisant le 21 mai 1982 une manifestation devant la gare de Montpellier lors d'une cérémonie télévisée pour l'arrivée du premier TGV, en présence du maire, du préfet et du ministre des transports pour protester contre le manque de salles de concert de rock. S'ensuivront plusieurs actions revendicatives dont notamment un concert pirate devant la préfecture en plein centre de Montpellier. À la suite de leurs actions Ils obtiennent de la municipalité une salle, qu'ils baptisent la Salle Victoire, qui fut ensuite transférée dans des locaux neufs sur la commune de Saint Jean de Vedas sous le nom de Salle Victoire 2 .
En 1990, ils sont signataires de l'« appel des 250 », qui initiera le collectif Ras l'front.
En 1982, OTH participe à un tremplin rock, finit deuxième et gagne un enregistrement. Le groupe sort son premier 45 tours, Musique Atteinte, chez RCA. Bien que le disque rencontre un réel succès, les membres du groupe entretiennent des rapports conflictuels avec leur maison de disques et OTH rompt son contrat pour s'investir dans une aventure indépendante. De concerts en festivals, avec les groupes de sa génération (Camera Silens, Les $heriff, Les Ablettes, Ludwig von 88, Les Rats, La Souris Déglinguée, Parabellum, Bérurier Noir, Les Satellites, La Mano Negra, Les Casse-pieds…), le groupe acquiert de l'expérience et un public fidèle. En 1984, le groupe sort son premier LP, intitulé Réussite, après avoir créé avec leur manager Alain Voyer leur propre label " Art traffic"  . Sans aucune promotion, OTH multiplie les concerts et produit une première vidéo ainsi qu'un album live Cœur et cuir. En 1986, avec la sortie du deuxième album, Sur des charbons ardents, OTH démontre que sa musique mûrit et qu'il manie les textes avec agilité, humour et une violence soutenue. En novembre 1986 le groupe participe à la biennale des jeunes créateurs de l'Europe méditerranéenne avec d'autres groupes montpelliérains lors d'une tournée à Thessalonique (The Suspenders, Frenchies, Ferling Strasse entre autres..). OTH multiplie alors les concerts, 60 dates en 1987 aux quatre coins de l'Hexagone. La même année, OTH sort un 45 tours, Animal Fatal (adaptation du Mellow Yellow de Donovan). L'un des titres, L'École de la rue, paraît simultanément sur la compilation Mon grand frère est un rocker. Le troisième album, Sauvagerie, sort en 1988, enregistré au studio Couleurs par Laurent Thibault. OTH entame alors une tournée en France, puis en Suisse et au Canada. L'année suivante, OTH sort un live, fait une tournée intitulée Rock en France et participe au Printemps de Bourges.
En 1990, OTH sort Les Révoltés du bloc B avant de sortir un nouvel album, Explorateur. Le groupe part alors en tournée dans 80 villes françaises. Finalement, après treize ans d'existence, OTH se sépare en 1991. En guise d'adieu, les membres enregistrent un dernier live, Un dernier pour la rue, puis en 1995, une compilation, Anarchives, comprenant treize de leurs titres remixés.

### Post-activités
Après OTH, ses membres, Spi, Beubeu et Phil, se sont consacrés entièrement au groupe Les Naufragés qu'ils ont créés au milieu des années 1980, s'inspirant des chants de marins bretons et de chansons traditionnelles françaises, et qui menaient une existence parallèle à OTH. Par ailleurs, Spi forme le groupe Spi et la Gaudriole, inspiré par la musique dansante traditionnelle occitane ( les Baleti, en occitan ). Domi forme, quant à lui, le groupe Shaolin qui se sépare en 2003. En 2005, le guitariste Motch forme le groupe Paradis Minuit, puis Salut les anges. BeuBeu (Didier Banon) le batteur collabore depuis les années 1980 avec Pascal Comelade, et Phil Messina joue avec Phil Gator and Monsters Georges et par la suite avec le groupe carWash .
En avril 2014, Jérôme Prudent et Joël Jacobi ont réalisé un documentaire de 52 minutes (produit par France 3 Languedoc-Roussillon et Le-loKal) sur le groupe. Intitulé OTH Sur des charbons ardents, il alterne témoignages des cinq membres du groupe, images d'archives (Super-8, vidéo et photo) et interventions urbaines de Patrice Poch.
Dominique " Domi" Villebrun meurt brutalement d'un cancer le 5 janvier 2016 à 55 ans.
Le 22 avril 2019, Didier "Beubeu" Banon meurt d'un cancer âgé de 59 ans.

## Membres
- Jean-Michel « Spi » Poisson - chant, harmonica
- Gilbert « Motch » Valentin - guitare
- Didier « Beubeu » Banon - batterie (décédé en avril 2019)
- Philippe « Phil » Messina - basse
- Dominique « Domi » Villebrun - guitare (décédé en 2016)

## Discographie

### Singles
- 1982 : Musique atteinte avec Voyou Vaudou et Musique atteinte.
- 1986 : Le rap des Rapetou avec Le rap des Rapetou et Le cri de ralliement
- 1987 : Animal fatal avec Animal fatal et L'école de la rue
- 1988 : Le vaisseau fantôme flexi bleu avec fanzine Rock Hardi